# Georges Christiaens
Georges Christiaens (Kooigem, 30 de juny de 1930 – Oudenaarde, 13 de gener de 1986) és un ciclista belga, que fou professional entre 1932 i 1940.
En el seu palmarès destaca la general al Tour del Nord, dues etapes a la Volta a Suïssa, ambdues el 1937 i una segona posició al Tour de Flandes de 1940.

## Palmarès
- 1932
  - 1r al Gran Premi de Fourmies
  - 1r al Gran Premi de Cambrai
- 1933
  - 1r a la París-Boulogne sur Mer
- 1935
  - 1r a la París-Arras
  - 1r al Tour del Nord i vencedor d'una etapa
  - Vencedor d'una etapa al Tour de l'Oest
- 1936
  - Vencedor d'una etapa al Tour de l'Oest
- 1937
  - Vencedor de 2 etapes a la Volta a Suïssa
  - Vencedor d'una etapa a la Volta a Bèlgica
- 1939
  - 1r al Circuit del Port de Dunkerque
  - 1r a la Tourcoing-Dunkerque-Tourcoing

### Resultats al Giro d'Itàlia
- 1938. 13è de la classificació general